# Ptení
Ptení – gmina w Czechach, w powiecie Prościejów, w kraju ołomunieckim. Według danych z dnia 1 stycznia 2012 liczyła 1107 mieszkańców.
Dzieli się na trzy części:
- Ptení
- Holubice
- Ptenský Dvorek

W miejscowości znajduje się renesansowy zamek.